# 人民解放党 (土耳其)
人民解放党（土耳其語：Halkın Kurtuluş Partisi，缩写为HKP）是土耳其的一个共产主义政党。该党成立于2005年6月15日。2014年6月15日，该党向土耳其官方注册。该党的主席是努鲁拉·安库特。该党出版刊物《人民解放道路》。